# Comté de Victoria (Nouveau-Brunswick)
Pour les articles homonymes, voir Comté de Victoria.
Le comté de Victoria est situé à l'ouest du Nouveau-Brunswick, au Canada. Il y avait au total 18 617 habitants en 2016.
L'économie du comté est basée sur l'agriculture, principalement des pommes de terre.

## Géographie
Le comté est bordé au nord par le comté de Restigouche, à l'est par le Northumberland, au sud-est par le York, au sud par le Carleton, à l'ouest par le comté d'Aroostook, dans l'État américain du Maine et au nord-ouest par le Madawaska. Le plus haut point est le Mont Carleton, a 817 mètres.
Les rivières Tobique et Saint-Jean sont les principaux cours d'eau.

Le comté et ses municipalités

## Administration

### Gouvernements locaux
| Numéro | Nom                        | Statut           | Population estimée (2021) | ± | Superficie (km²) | Densité |
| ------ | -------------------------- | ---------------- | ------------------------- | - | ---------------- | ------- |
| 4      | Grand-Sault (partie)       | Ville            | 8676                      |   |                  |         |
| 77     | Southern Victoria          | Village          | 3166                      |   |                  |         |
|        | Tobique 20                 | Réserve indienne |                           |   | 24,94            |         |
| 78     | Tobique Valley             | Village          | 2441                      |   |                  |         |
| DR 12  | Vallée-de-l'Ouest (partie) | District rural   | 1641                      |   |                  |         |

### Ancienne administration territoriale
| Période                                  | Période                 | Identité     | Étiquette | Qualité            |
| ---------------------------------------- | ----------------------- | ------------ | --------- | ------------------ |
| 18??                                     | 18?? (mandat de 10 ans) | James Porter |           | Fermier et meunier |
| Les données manquantes sont à compléter. |                         |              |           |                    |

## Démographie
| 2001   | 2006   | 2011   | 2016   |
| ------ | ------ | ------ | ------ |
| 21 172 | 20 319 | 19 921 | 18 617 |